# ضمور الأطراف العضلية الحركية

## ضمور الأطراف العضلية الحركية
هو النوع الأكثر شيوعًا من ضمور الأطراف العضلية المتنحية. . يؤثر بشكل أكبر على عضلات حزام الورك وحزام الكتف
- لم يتم تطوير أي أدوية معدلة للأمراض اعتبارًا من عام 2019 ، على الرغم من أنه يمكن استخدام العلاج الطبيعي وتعديل نمط الحياة وجراحة العظام لمعالجة الأعراض

## العلامات والأعراض
الأعراض تظهر عادة بين 8 و 15 سنة من العمر. يفقد المرضى عادةً القدرة على التنقل بعد 10 إلى 20 عامًا من ظهور الأعراض. تظهر الأشكال الأكثر اعتدالًا مع أعراض أخرى غير الضعف، مثل آلام العضلات، أو التشنجات، أو عدم تحمل التمارين الرياضية، ويمكن للأشخاص في هذه المجموعة الاحتفاظ بالقدرة على المشي بعد سن الستين.يكون الضعف متماثلًا وتقدميًا وقريبًا (على أو بالقرب من الجذع) ، وعادة ما يؤثر على حزام الورك وعضلات حزام الكتف.يمكن أن يظهر ضعف الورك كبوابة متهاوية. يمكن أن يظهر ضعف الكتف على شكل كتف مجنحة. لا تتأثر وظائف القلب والذكاء بشكل عام. بالإضافة إلى ذلك، يتم الحفاظ على عضلات الوجه والعين واللسان والرقبة.

## الأنواع الفرعية
تم وصف ثلاثة أنواع فرعية من الشكل المتنحي الجسدي:
1.الضعف بمنطقة الحوض: بدايته مبكرة إنه النوع الفرعي الأكثر شيوعًا. يظهر الضعف لأول مرة في حزام الحوض، ولاحقًا في حزام الكتف.
2.الضعف بمنطقة الكتف: يظهر الضعف أولاً في حزام الكتف، ولاحقًا في حزام الحوض. تبدأ الأعراض في وقت لاحق، وتكون الأعراض أكثر اعتدالًا.
3.احتقان الدم: لا توجد أعراض، على الرغم من أن مستويات الكرياتين كيناز في الدم مرتفعة. هناك شكل جسمي سائد أقل شيوعًا، وهو أكثر اعتدالًا من الأشكال المتنحية الجسدية، ويتراوح من عدم وجود أعراض إلى الاعتماد على كرسي متحرك بعد سن 60.

## علم الوراثة
إن الطفرة في الجين CAPN3 ، الذي يشفر البروتين calpain-3 (CAPN3) ، هو سبب اعتلال العضلة . اعتبارًا من عام 2019 ، تم الإبلاغ عن أكثر من 480 طفرة في CAPN3 ، يمكن أن يرتبط بعضها بدورة مرض شديدة أو حميدة. عادة، يتبع المرض نمط وراثي متنحي، مما يتطلب تحور أليلات CAPN3 لحدوث المرض. ومع ذلك، يمكن أن تكون هناك طفرات CAPN3 التي تتبع نمط وراثي سائد وراثي.

## فيسيولوجية المرض
اعتبارًا من عام 2019 ، لم يتم فهم الفيزيولوجيا المرضية إلى حد كبير، على الرغم من أنه أصبح من المقبول بشكل متزايد أن يلعب خلل الكالسيوم دورا مهما.

## التشخيص المرضي
الاختبار الجيني هو الاختبار الأكثر دقة. في حالة عدم توفر الاختبارات الجينية، يمكن استخدام خزعة العضلات مع التحليل المناعي للبروتين. تظهر الخزعة سمات ضمور عامة، مثل مناطق موت العضلات، والتباين في حجم العضلات، والنواة في وسط ألياف العضلات، والألياف العضلية غير المنتظمة داخل الخلايا العضلية.يمكن أن يرتفع مستوى كيناز الكرياتين في الدم، وهو علامة غير محددة لتلف العضلات، في وقت مبكر من المرض.

## طريقة العلاج
اعتبارًا من عام 2019 ، لم يُعرف أي دواء مُعدِّل للأمراض. أظهرت كل من تمارين القوة والتمارين الرياضية فائدتها، على الرغم من ضرورة تجنب التمارين الشاقة والمفرطة. يمكن أن يعالج العلاج الطبيعي التقلصات. تعالج جراحة العظام تشوهات القدم، والجنف، وتقلصات وتر العرقوب. تشمل الظروف التي يجب تجنبها أقصى درجات وزن الجسم وكسور العظام وعدم القدرة على الحركة لفترات طويلة.

## علم الأوبئة
يتراوح معدل الانتشار من 1 إلى 9 حالات لكل 100000 شخص.

## نتائج الأبحاث الأخيرة
يتم إجراء الأبحاث لتحديد البروتينات المشقوقة بواسطة calpain-3.تتم دراسة العلاج الجيني ليحل محل وظيفة calpain-3. أدى حقن البلازميدات المحتوية على CAPN3 في نماذج الفئران إلى زيادة مستويات الكالبين -3.

## روابط خارجية
تعرف على جين CAPN3 على موقع MedlinePlus